# Naturschutzgebiet Brammer
Das Naturschutzgebiet Brammer ist ein Naturschutzgebiet im Flecken Harpstedt und der Gemeinde Dünsen in der Samtgemeinde Harpstedt im niedersächsischen Landkreis Oldenburg.

## Beschreibung
Das Naturschutzgebiet Brammer ist ein 59,8 Hektar großes Gebiet, das seit 2004 unter Naturschutz steht. Es liegt südöstlich vom Harpstedter Ortskern und dort 200 Meter östlich der Landesstraße L 776, die von Harpstedt nach Bassum führt.
Zweck des Naturschutzgebietes mit der Kennzeichen-Nummer NSG WE 244 „ist der Erhalt und die Entwicklung des Brammer Moores sowie der das Brammer Moor umgebenden Moorschlatts als wertvolle Kleinmoore mit typischen Arten und Lebensgemeinschaften der Hoch- und Übergangsmoore. Mit einbezogen wurde ein naturnah bewirtschafteter, aus Heide hervorgegangener Wald, in dessen Krautschicht noch heute verschiedene Zwergsträucher vorherrschen.“
Beim Brammer Moor handelte es sich ursprünglich um eine abflusslose Senke. Die Annenriede, auch „Annengraben“ oder „Hungergraben“ genannt, wurde erst im Jahre 1847 angelegt, um das Moor oberirdisch zu entwässern. Die Annenriede unterteilt das Brammer Moor heute in zwei unterschiedlich ausgeprägte Teilbereiche. Während sich auf der Westseite nahezu flächendeckend ein Moorbirken-Kiefernwald mit eingelagerten Handtorfstichen und Moorheide entwickelt hat, hat sich im Osten und Nordosten Hochmoorvegetation ausgebildet.
Das Naturschutzgebiet dient gleichzeitig dem Wasserwerk Harpstedt des Oldenburgisch-Ostfriesischen Wasserverbands (OOWV) als Trinkwassergewinnungsgebiet. Mit acht Vertikalfilterbrunnen wird aus den Grundwasserleitern im umgebenden Staatsforst „Brammer“ vom OOWV seit 1967 Grundwasser entnommen. Vier weitere Vertikalfilterbrunnen befinden sich ca. zwei Kilometer nordöstlich des Naturschutzgebietes im Staatsforst „Linde“. Jeder dieser Brunnen kann zwischen 20 m³ und 50 m³ Rohwasser pro Stunde fördern. Dieses Rohwasser wird im nahegelegenen Wasserwerk Harpstedt zu Trinkwasser aufbereitet, indem Eisen und Mangan aus dem Wasser entfernt werden. Zunächst diente das Wasserwerk Harpstedt als Versuchswasserwerk. Seit 1989 versorgt es die Städte Bassum und Twistringen sowie Teile der Samtgemeinde Harpstedt mit Trinkwasser. Die vom Landkreis Oldenburg als untere Wasserbehörde für das Wasserwerk Harpstedt genehmigte jährliche Entnahmemenge liegt derzeit bei 2,6 Millionen Kubikmetern pro Jahr.

## Geschichte
Bis in das Jahr 1948 wurde das Brammer Moor als bäuerlicher Handtorfstich für die Gewinnung von Torf als Brennmaterial genutzt.
Mit Erstverordnung vom 10. Dezember 2004 und Inkrafttreten am 18. Dezember 2004 wurde das Gebiet zwischen Harpstedt und Dünsen zum Naturschutzgebiet erklärt. Zuständig ist der Landkreis Oldenburg als untere Naturschutzbehörde.